# Miguasha National Park
Miguasha National Park (fransk: Parc national de Miguasha) er et beskyttet område nær Carleton-sur-Mer på Gaspéhalvøen i Québec, Canada. Nationalparken blev oprettet af Québecs regering i 1985 og udpeget til UNESCO-verdensarv i 1999 for sin rigdom af fossiler, der dokumenterer en afgørende periode i evolutionen på Jorden.
Stedet kendes også under en række andre navne: Miguasha Fossil Site, Bay of Escuminac Fossil Site, Upper Devonian Escuminac Formation og Hugh-Miller Cliffs. I forbindelse med fossile fund kaldes det desuden 'Scaumenac Bay' eller 'Scaumenac Bay P.Q.'

## Geografi
Nationalparken strækker sig over en 2 km lang smal strækning langs kysten ud mod det sted, hvor Restigouche-floden løber ud i Chaleur-bugten, i alt knap én kvadratkilometer. Denne kyststrækning er præget af klipper, hvor de mange fossiler er fundet.

## Geologi
Klippeskrænterne ved kysten består af lag fra sen devon i form af sedimentære bjergarter. Disse bjergarter er på skift sandsten og lerskifer, der er 350-375 millioner år gamle. I nutiden præges området især af birke-, poppel- og fyrreskove.

## Palæontologisk betydning
Der er fundet en lang række fossiler i området, og heraf er nogle fiske, fauna- og sporefossiler både ældgamle og sjældne. Blandt disse er Spermasposita, der menes at være den ældste dækfrøede planteslægt i verden.
Miguasha National Park betragtes som verdens største palæontologiske fossilsamling fra devon-perioden, kendt som 'Fiskenes alder'. Fem af de seks vigtigste fossile fiskegrupper fra denne periode (for omkring 370 millioner år siden) er fundet her. En stor mængde af de bedst bevarede fossiler af Sarcopterygii, stamfar til tetrapoderne (som menes at være de første firbenede, luft-indåndende landhvirveldyr), er fundet her.

## Nyere historie
Fossilerne blev første gang fundet i Miguasha i 1842 af geologen og lægen Abraham Gesner. Han fandt en række forskellige fossiler, men fundene vakte i første omgang ikke større opmærksomhed. I 1879 gik Wheelock Ells i Gesners fodspor uden at kende til denne, og som Gesner fandt han en række fossiler på stedet. Denne gang blev fundene kendt i en større kreds, og der er siden foretaget en lang række palæontologiske undersøgelser på stedet.
I 1985 opkøbte Québecs regering et stort område på stedet og gjorde det til nationalpark (i Quebec er dette betegnelsen for en provinspark). Til dato er der identificeret og kategoriseret over 5000 fossiler fra Miguasha. Nationalparken blev i 1999 udnævnt til UNESCO-verdensarvsområde.

## Museum
I parken findes et museum, hvor der er udstillinger om fossiler og palæontologisk arbejde i parken. Museets samling består af over 9000 genstande.